# Philochortus rudolfensis
Pseuderemias rudolfensis — вид ящірок родини ящіркових (Lacertidae). Мешкає в Кенії і Ефіопії.

## Поширення і екологія
Pseuderemias rudolfensis мешкають на півночі Кенії, зокрема в районі озера Туркана, на південному сході Ефіопії, можливо, також в Південному Судані. Вони живуть в сухих акацієвих і комміфорових заростях та в напівпустелях, у відкритих, скелястих місцевостях. Зустрічаються на висоті від 300 до 600 м над рівнем моря.